# Veraphis odaesanensis
Veraphis odaesanensis – gatunek chrząszczy z rodziny kusakowatych i podrodziny balinków.

## Taksonomia
Gatunek ten opisali po raz pierwszy w 2025 roku Ui-Joung Byeon i Jong-Seok Park na łamach ZooKeys. Jako miejsce typowe wskazano górę Odae we wsi Dongsang-ri w powiecie Pjongczang na terenie Korei Południowej. Epitet gatunkowy pochodzi od nazwy góry. W obrębie rodzaju należy do grupy gatunków japonicus.

## Morfologia
Chrząszcz o wydłużonym, grzbietobrzusznie spłaszczonym ciele długości około 1,3 mm, ubarwionym rudobrązowo z jaśniejszymi czułkami i odnóżami, porośniętym żółtym owłosieniem.
Głowa jest najszersza na wysokości oczu i tam szersza niż dłuższa. Powierzchnię ma niewyraźnie punktowaną oraz skąpo i krótko owłosioną. Ciemię odznacza się obecnością dwóch płytkich, podłużnych bruzdek sięgających od jego tylnej krawędzi do połowy długości i wygraniczających wciśnięte, dość płaskie pole. Skronie osiągają niemal ćwierć długości oczu. Czułki mają silnie wydłużony człon pierwszy, słabiej wydłużony człon drugi, a trzy człony końcowe formujące wyraźnie wyodrębnioną buławkę.
Przedplecze jest tak szerokie jak długie, najszersze w okolicy środka, wyraźnie szersze od głowy, o przedniej krawędzi lekko zaokrąglonej, krawędziach bocznych silnie zaokrąglonych w przednich ⅓ i niemal równoległych na pozostałym odcinku, kątach tylnych prawie prostych, krawędzi tylnej lekko zafalowanej, a powierzchni w tyle zaopatrzonej w wyraźne dołki boczne, płytki wcisk poprzeczny i płytkie dołki środkowe. Wyraźnie dłuższe niż szersze, najszersze w okolicy środka, nieznacznie szersze od przedplecza pokrywy mają zaokrąglone brzegi boczne i tylne oraz po jednym wyraźnym ząbku barkowym. Skrzydła tylnej pary są dobrze rozwinięte. Na zapiersiu znajduje się płytki wcisk podłużny. Odnóża są dość długie i chude. Przednia ich para u samca ma małe, szpilkowate wyrostki przedwierzchołkowe na goleniach.
Symetrycznie zbudowany, silnie wydłużony, osiągający 0,24 mm długości edeagus ma wąskie, sięgające połowy płata środkowego paramery, każda z dwiema szczecinkami wierzchołkowymi i jedną przedwierzchołkową. Płat środkowy w widoku brzusznym ma niemal równoległe krawędzie, lekko wystający środek wierzchołka i małe, płytkie punkty w części przedwierzchołkowej, a w widoku bocznym ma lekko zakrzywioną okolicę nasadową i silne wycięcie na spodzie okolicy przedwierzchołkowej. Endofallus jest symetrycznie U-kształtny.

## Ekologia i występowanie
Owad spotykany na rzędnych około 400 m n.p.m. Zamieszkuje lasy mieszane. Bytuje w ściółce i wierzchniej warstwie gleby.
Gatunek palearktyczny, znany tylko z powiatu Gapyeong w Korei Południowej.